# Quena

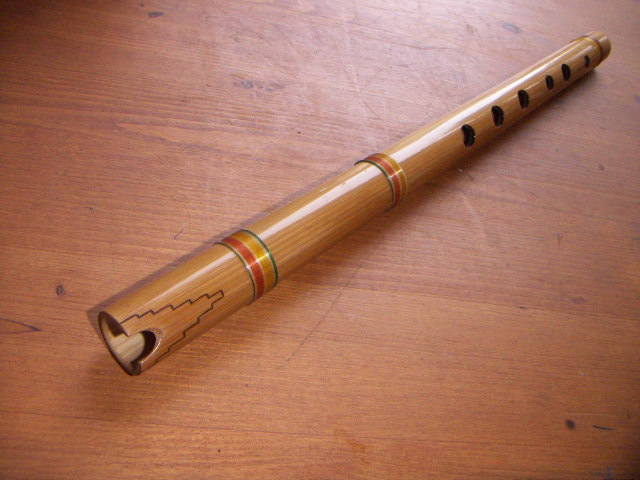
Quena aus Holz

Quena (hispanisiert aus Quechua/Aymara qina), auch Andenflöte genannt, ist eine südamerikanische Kerbflöte, die aus Holz oder Bambusrohr gefertigt wird und besonders in der andinen Musik von Peru und Bolivien verbreitet ist.

## Beschreibung
Die quena ist eine randgeblasene Kerbflöte, sie hat also kein gesondertes Mundstück, sondern eine am geraden Rand ausgeschnittene Kerbe. Während bei der Blockflöte der Luftstrahl kanalisiert wird, um die Spalte (Labium) zu treffen und den Ton zu erzeugen, muss man bei der quena die Lippen formen, um den Luftstrom gegen die scharfe Kante zu lenken.
Ursprünglich wurde die quena mit drei oder fünf Löchern in Dur-Tonleitern gespielt; heute hat sie meistens sieben Löcher. Durch Gabelgriffe oder durch Halbabdecken der Löcher ist das zunächst diatonische Instrument (wie insbesondere Mauricio Velasierra demonstrierte) auch chromatisch spielbar.
Den Ansatz (wie die Lippen gestellt werden, um einen Ton zu erzeugen) der quena findet man bei zahlreichen Endkantenflöten, etwa bei der japanischen shakuhachi.
Kaum ein Blasinstrument, das solche technischen Möglichkeiten bietet, wie Chromatik, differenzierte Dynamik, drei Oktaven Tonumfang, sogar Klangfarbenmodulation, ist so preiswert wie eine quena. In Peru und Bolivien kostet sie zwischen 50 Cent (aus Bambus oder Plastik) und 80 Euro (hochentwickelte Modelle aus hartem Holz, teilweise mit einem Mundstück aus Knochen).